# فرودگاه ون نایس
فرودگاه ون نایس (به انگلیسی: Van Nuys Airport) یک فرودگاه همگانی با کد یاتا VNY و کد ایکائو KVNY است که دو باند فرود آسفالت به طول‌های ۲۴۳۹ و ۱۲۲۳ متر دارد. این فرودگاه در شهر لس‌آنجلس کشور ایالات متحده آمریکا قرار دارد و در ارتفاع ۲۴۴٫۴ متری از سطح دریا واقع شده‌است.
فرودگاه ون نایس یکی از شلوغ‌ترین فرودگاه ها در هوانوردی همگانی و بیست و پنجمین فرودگاه شلوغ جهان از نظر تعداد نشست و برخاست هواپیماست.